# Neopetrolisthes
Neopetrolisthes is een geslacht van kreeftachtigen uit de klasse van de Malacostraca (hogere kreeftachtigen).

## Soorten
- Neopetrolisthes alobatus (Laurie, 1926)
- Neopetrolisthes maculatus (H. Milne Edwards, 1837)
- Neopetrolisthes spinatus Osawa & Fujita, 2001